# Sylvie Vuillaume (rugby à XV)
Pour les articles homonymes, voir Vuillaume.
Sylvie Villaume est une joueuse de rugby à XV française, née le 23 décembre 1979 à Bordeaux (Gironde), de 1,57 m pour 47 kg.

## Biographie
Elle est passée par le BEC et l'entente Bruges Blanquefort où elle jouait à l'arrière.
Depuis 2008, elle évolue au Stade bordelais au poste de demi de mêlée.

## Palmarès
- Sélectionnée en équipe de France A.